# Endless chain
『endless chain』（エンドレス・チェイン）は、2001年11月21日にリリースされた稲垣潤一19枚目のオリジナルアルバム。

## 解説
シングル曲は「PRAYER」「カナリア諸島にて」「endless chain〜きみという時の流れよ〜」が収録されている。

## 収録曲
1. PRAYER
  - 作詞：加藤健　作曲：谷脇仁美　編曲：重実博・稲垣潤一
2. 君の空に
  - 作詞：加藤健　作曲・編曲：桑村達人
3. endless chain〜きみという時の流れよ〜
  - 作詞：ゆき　作曲：谷脇仁美　編曲：桑村達人
4. 女と男の3つの法則
  - 作詞：売野雅勇　作曲・編曲：桑村達人
5. 愛は魂の秘密
  - 作詞：売野雅勇　作曲・編曲：谷脇仁美
6. 絆
  - 作詞：加藤健　作曲：松本俊明　編曲：重実 徹
7. カナリア諸島にて
  - 作詞：松本 隆　作曲：大瀧詠一　編曲：塩入俊哉
8. SWEET TRAGEDY
  - 作詞：加藤ひさし　作曲：桑村達人　編曲：桑村達人・稲垣潤一・塩入俊哉
9. バンジョー・レイン
  - 作詞：湯川れい子　作曲：桑村達人　編曲：桑村達人・重実 博・稲垣潤一

※シングル「PRAYER」のカップリング曲。
10. ラ・ルミエール
  - 作詞：紫夢　作曲：稲垣潤一　編曲：Orha Taboku
11. From somewhere～風の見える場所へ～
  - 作詞：加藤健　作曲：松本俊明　編曲：Orha Taboku